# Општина Бралоштица (Долж)
Бралоштица (рум. Braloştiţa) општина је у Румунији у округу Долж.
Oпштина се налази на надморској висини од 224 m.